# Aglaoschema acauna
Aglaoschema acauna är en skalbaggsart som beskrevs av Dilma Solange Napp 2008. Aglaoschema acauna ingår i släktet Aglaoschema och familjen långhorningar. Inga underarter finns listade i Catalogue of Life.